# Artêmio Sarcinelli
Artêmio Sarcinelli, conhecido simplesmente por Sarcinelli (João Neiva, Espírito Santo, 29 de dezembro de 1932 - João Neiva, Espírito Santo, 28 de novembro de 2006) foi um futebolista brasileiro que atuava como centro-avante. Defendeu as cores do São Paulo, Flamengo e São Cristóvão.
Em 1954, seu nome figurou na relação de 18 nomes adicionais enviada pela então CBD e elaborada pelo técnico Zezé Moreira para a Copa do Mundo daquele ano para o caso de substituição dos 22 nomes inscritos para aquele mundial, conforme exigência da FIFA.

## Carreira

### São Paulo
Sarcinelli jogou pelo Tricolor do Morumbi entre 1954 e 1956, quando se transferiu para o Flamengo.
Segundo o Almanaque do São Paulo, de Alexandre da Costa, pelo tricolor paulista ele atuou em 20 partidas (11 vitórias, 5 empates, 4 derrotas) e marcou três gols.

### Flamengo
Pelo rubro-negro carioca, marcou o gol que deu o título da Taça dos Campeões Estaduais Rio–São Paulo de 1955, contra o Santos.
Segundo o Almanaque do Flamengo, de Roberto Assaf e Clóvis Martins, atuou apenas em duas partidas (1 vitória e 1 derrota) com a camisa rubro-negra, e marcou um único gol.

### Treinador daDesportiva Ferroviária
Em 1973, já aposentado, foi treinador da Desportiva Ferroviária no Campeonato Brasileiro chegando a barrar Fio Maravilha, que era a atração grená naquela competição. Ao todo, foram 20 partidas no comando técnico da Desportiva onde conquistou 5 vitórias, 7 empates, 8 derrotas. Entre as 5 vitórias, destaca-se a históricas de 1x0 sobre o Flamengo.

### Morte
Sarcinelli faleceu em 2006, vitimado por infeções no intestino.

### Homenagens
O estádio da Associação Atlética Ferroviária, do ES, localizado na sua cidade natal, é chamado de Estádio Artêmio Sarcinelli em sua homenagem.

## Conquistas
São Paulo
- Taça Armando Arruda Pereira (RJ/SP) - 1954
- Torneio Triangular de Uberaba: 1954, 1955
- Pequena Taça do Mundo: 1955
- Troféu Jarrito: 1955

Flamengo
- Taça dos Campeões Estaduais Rio–São Paulo: 1955